# Pohusitské interregnum

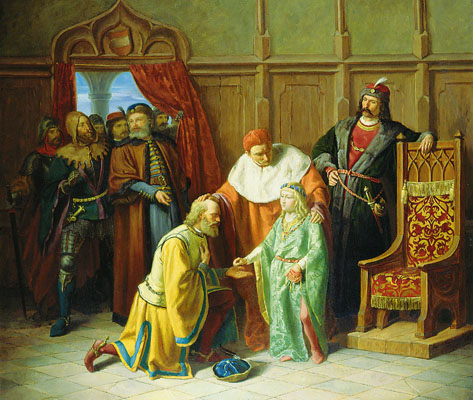
Pohusitské interregnum je období čekání na vládu Ladislava Pohrobka

Pohusitské interregnum v letech 1439–1453, nedlouho po skončení husitských válek, bylo obdobím nejdelšího bezvládí v zemích Koruny české. Nastalo úmrtím krále Albrechta II. Habsburského a trvalo až do doby, kdy se Albrechtův syn Ladislav Pohrobek mohl ujmout vlády. Správu království v té době zajišťovala šlechta a města prostřednictvím landfrýdů, krajských sněmů, jejichž zástupci se sjížděli na sněmy zemské. Teoretické právo z hlediska dědičnosti měl po celé období Ladislav Pohrobek, ale u českých stavů převládal požadavek královské volby.

## Příčiny
Nástupnická situace v zemích Koruny české se zkomplikovala smrtí Zikmunda Lucemburského, který nezanechal mužského dědice. Ženské prvorozenectví, tj. právo na dědictví českého trůnu, bylo sice stanoveno od roku 1356 Zlatou Bulou Karla IV., ale ve skutečnosti nebyla nikdy velká šance, že by ho soudobé stavy respektovaly. Zikmund si byl situace vědom, a proto začal zemi připravovat na nový královský rod už od dvacátých let 15. století, kdy přidělil Moravu do rukou rakouského vévody Albrechta, manžela jeho dcery Alžběty.
Utrakvistická část českých stavů však nástupnictví Albrechta nechtěla uznat a po Zikmundově smrti (1437) nabízela korunu polskému princi Kazimírovi. Zvažoval se prý i polský sňatek Zikmundovy vdovy Barbory, kterou král stačil ještě krátce před svou smrtí uvěznit v Prešpurku (Bratislavě). Stavové naklonění Albrechtovi před uznáním nároku Alžběty dali přednost  podrobení Albrechta stavovské volbě a poté došlo i k jeho korunovaci. Albrecht Habsburský vládl v českých zemích (ale také v Uhrách, Rakousku a jako římský král) necelé dva roky, v říjnu 1439 zemřel na úplavici při tažení proti Turkům. Jeho syn Ladislav, později zvaný Pohrobek (Posthumus), se narodil teprve několik měsíců po jeho smrti. Nástupnická práva svého syna hájila až do své smrti v roce 1442 královna-vdova Alžběta, za pomoci Jana Jiskry z Brandýsa. Necelé tři měsíce po jeho narození nechala Ladislava korunovat uherským králem, ale uherská šlechta ho nepřijala a zvolila polského krále Vladislava (zahynul v roce 1444). Po Alžbětině smrti se pak poručníkem chlapce po dobu jeho nezletilosti stal z její vůle římský král Fridrich III.

## Země bez krále
Brzy po smrti krále Albrechta, v lednu 1440 se z iniciativy vůdce české utrakvistické strany Hynce Ptáčka z Pirkštejna sešel v Praze zemský sněm. Výsledkem jeho jednání byl tzv. list mírný, který měl uklidnit poměry v zemi, kde stále vládlo napětí mezi katolickou a utrakvistickou stranou. Zajistit funkční správu země měly až do nástupu nového panovníka tzv. landfrýdy, organizované na krajském principu. Landfrýdy fungovaly po celou dobu interregna a do značné míry zajišťovaly na svém území bezpečnost, pořádek a dodržování práva. V čele landfrýdů stál volený hejtman (případně 2-3), krajská hotovost zasahovala proti narušitelům pořádku. Některé landfrýdy byly výhradně kališnické (východní Čechy), některé katolické (Plzeňsko, Prácheňsko) a jiné smíšené. Na Moravě fungoval celomoravský landfrýd. Čtyři východočeské landfrýdy (kraje Kouřimský, Čáslavský, Hradecký a Chrudimský) se sjednotily pod Ptáčkem jako vrchním hejtmanem. K nim se připojil i Boleslavský kraj, kde byl jedním ze dvou hejtmanů Jiří z Poděbrad.
Protože české stavy (na rozdíl od stavů vedlejších zemí Koruny české) odmítaly nástupnictví, bylo na sněmu konaném v květnu a červnu 1440 přistoupeno k volbě krále. Ze čtyř kandidátů byl vybrán bavorský vévoda Albrecht III., který však českou korunu odmítl. Později vstoupili zástupci českých stavů do jednání s Fridrichem III., ale neuspěli ani s nabídkou české koruny, ani s nabídkou správcovství po dobu Ladislavovy nezletilosti. O český trůn neprojevil zájem ani Albrecht Braniborský zvaný Achilles.

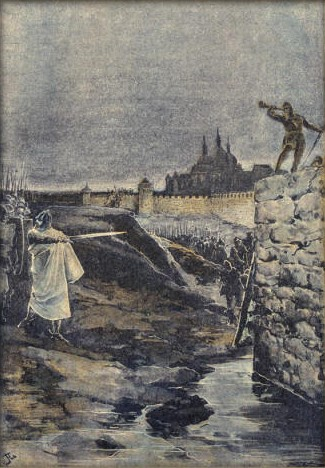
Dobytí Prahy Jiříkem z Poděbrad (A.Liebscher)

V období bezkráloví byla přerušena činnost zemského soudu. Doba byla neklidná, vyskytovaly se časté rozbroje, spory o území a záškodnické akce (jedním z větších zemských škůdců byl např. Jan Kolda ze Žampachu). O moc i nadále soupeřily východočeská Ptáčkova jednota a katolická strana v čele s Oldřichem z Rožmberka, významné postavení si udržovala konzervativní kališnická Praha a trochu proti všem stál radikální Tábor se svou vlastní věroukou. Úsilí Hynce Ptáčka o sjednocení utrakvismu nakonec vedlo k tomu, že po synodě v Kutné Hoře v roce 1443 zemský sněm počátkem roku 1444 táborskou věrouku Mikuláše Biskupce zavrhl. Ptáček brzy poté zemřel a jeho roli převzal Jiří z Poděbrad.
V roce 1448 byla na sjezdu východočeských landfrýdů ustavena jednota a zvolila za svého správce Jiřího z Poděbrad. Vojska poděbradské jednoty pak pod jeho velením dobyla Prahu. Smrt bývalého pražského purkrabího Menharta z Hradce po propuštění z poděbradského vězení v roce 1449 vyvolala válku, když se Poděbradovi nepřátelé spojili do tzv. strakonické jednoty. Válka skončila vildštejnskou mírovou smlouvou po porážce strakonických v bitvě u Rokycan. V roce 1451 české poselstvo neúspěšně žádalo Fridricha III. o vydání Ladislava, Fridrich však schválil Jiřího z Poděbrad jako zemského správce, přestože dosud nedosáhl uznání v celé zemi. Teprve na zemském sněmu v Praze 27. dubna 1452 byl Jiří hlasy kališníků i katolíků zvolen zemským správcem  - na dva roky, spolu s jedenáctičlennou radou. Poté, co před Jiřího vojskem kapituloval Tábor, přijali usnesení sněmu i zbývající Jiříkovi odpůrci.

## Přijetí Ladislava Pohrobka
V roce 1452 se Fridrich konečně uvolil vydat Ladislava Pohrobka do zemí, v nichž měl vládnout - nejprve do Rakouska a Uher. Na svatomartinský sjezd do Vídně, kterého se zúčastnili stavové těchto zemí i říšská knížata, odjelo české poselstvo složené převážně z katolických pánů a k dohodě pro různé rozpory ještě nedošlo. Hlavní nesnází bylo, že Češi (na rozdíl od Moravanů) nechtěli přijmout Ladislava jako dědičného krále, ale požadovali volební kapitulaci. Po dalších jednáních ve Znojmě, kde uzavřel Jiří z Poděbrad přátelskou smlouvu s Ulrichem Celjským, který byl v té době budoucímu králi nejbližším rádcem, už bylo vyhověno všem českým žádostem (kromě připojení rakouských zemí). Jiří pak 1. května 1453 složil ve Vídni králi přísahu věrnosti a oplátkou od něj dostal potvrzení požadavků, zahrnujících kromě zachování všech svobod a politických i majetkových poměrů v zemi též (kromě jiného) dodržování kompaktát. Následně potvrdil Jiřího z Poděbrad ve funkci zemského správce a prodloužil toto pověření na dalších šest let.
Do Čech se vydal Ladislav Pohrobek v červenci 1453. V Brně přijal hold moravských stavů jako dědičný vládce. 19. října pak po překročení moravsko-české hranice slíbil, přísahaje na bibli, "jako král volený český", zachovávat volební kapitulaci. 28. října proběhla v Praze jeho slavnostní korunovace.